# Кашина Коломбара (Падова)
Кашина Коломбара је насеље у Италији у округу Падова, региону Венето.
Према процени из 2011. у насељу је живело 14 становника. Насеље се налази на надморској висини од 31 м.